# Hypsicera formosana
Hypsicera formosana là một loài tò vò trong họ Ichneumonidae.